# 푸른교통
푸른교통(―交通)은 경상남도 양산시에 본사를 둔 시내버스 운송 업체이고, 본사는 경상남도 양산시 신명로 100 (평산동)에 위치해 있다. 주로 양산시 지역과 울산광역시, 부산광역시, 언양 지역을 기점으로 하는 노선을 운행한다. 계열사로는 부산시내버스 업체인 삼신교통과 양산시 마을버스 업체인 웅진교통을 두고 있다.
부산-울산 중단 한다

## 연혁
본래 1979년부터 한성여객(韓成旅客, 서울특별시 노원구의 한성여객운수와는 무관)이라는 상호로 시외버스를 운행하다가 1995년부터 양산시내버스 업체로 전환하였으며, 2000년 부도로 부산 삼신교통에 인수되면서, 현재의 상호로 변경하여 현재에 이르고 있다.

## 차고지
- 본사(삼신교통 차고지내): 경상남도 양산시 신명로 100 (평산동)(3100번 시종착)
- 웅상공영차고지: 경상남도 양산시 웅상대로 1510 (양산 52번,56번,58번,59번 시종착)
- 부산영업소: 부산광역시 금정구 중앙대로 2238 (노포동) (부산종합버스터미널 내)
- 울산영업소: 울산광역시 남구 화합로 133 (삼산동) (울산시외버스터미널 내)
- 언양영업소: 울산광역시 울주군 언양읍 헌양길 7 (언양시외버스터미널 내)

## 운행 노선

### 시내버스
- ● 11번: 신평터미널 ↔ 양산역환승센터
- ● 12번: 신평터미널 ↔ 명륜역
- ● 12번(심야): 신평터미널 ↔ 명륜역
- ● 13번: 신평터미널 ↔ 울산역
- ● 16번: 증산공영차고지 ↔ 부산대 후문 통영역
- ● 17번: 증산공영차고지 ↔ 부산종합버스터미널
- ● 52번: 증산공영차고지 ↔ 웅상공영차고지
- ● 56번: 양산역환승센터 ↔ 웅상공영차고지
- ● 58번: 웅상공영차고지 ↔ 금정세무서
- ● 59번: 웅상공영차고지 ↔ 금정세무서
- ● 60번 : 웅상공영차고지 ↔ 부산종합버스터미널
- ● 61번: 한일유앤아이아파트 ↔ 금정세무서

### 직행좌석버스
- ● 2100번: 부산종합터미널 ↔ 울산터미널
- ● 2300번: 부산종합터미널 ↔ 울산터미널
- ● 5000번: 물금역 ↔ 영산대학교

### KTX리무진버스
- ● 3000번: 양산역환승센터 ↔ 울산역
- ● 3100번: 덕계(봉우아파트) ↔ 울산역

### 시외버스
| 운행업체 | 보유 노선수 | 보유 노선수 | 보유 노선수 | 보유 노선수 | 면허 대수 | 면허 대수 | 면허 대수 | 면허 대수 | 면허 대수 | 면허 대수 |
| -------- | ----------- | ----------- | ----------- | ----------- | --------- | --------- | --------- | --------- | --------- | --------- |
| 운행업체 | 노선 합계   | 직행        | 일반        | 고속        | 대수 합계 | 직행      | 일반      | 고속      | 우등      | 예비      |
| 푸른교통 | 3           |             | -           | -           | 34        | 32        | -         | -         | -         | 2         |

- ● 부산종합버스터미널 ↔ 신평터미널 ↔ 언양터미널

## 보유 차종
비야디 자동차
- BYD eBus-11
- BYD eBus-12

우진산전
- 우진산전 아폴로 1200

현대자동차
- 현대 뉴 슈퍼 에어로시티
- 현대 저상 뉴 슈퍼 에어로시티
- 현대 뉴 프리미엄 유니버스 스페이스 럭셔리
- 현대 뉴 프리미엄 유니버스 럭셔리
- 현대 뉴 프리미엄 유니버스 프라임
- 현대 일렉시티
- 현대 뉴 프리미엄 유니버스 엘레강스 FCEV

## 갤러리

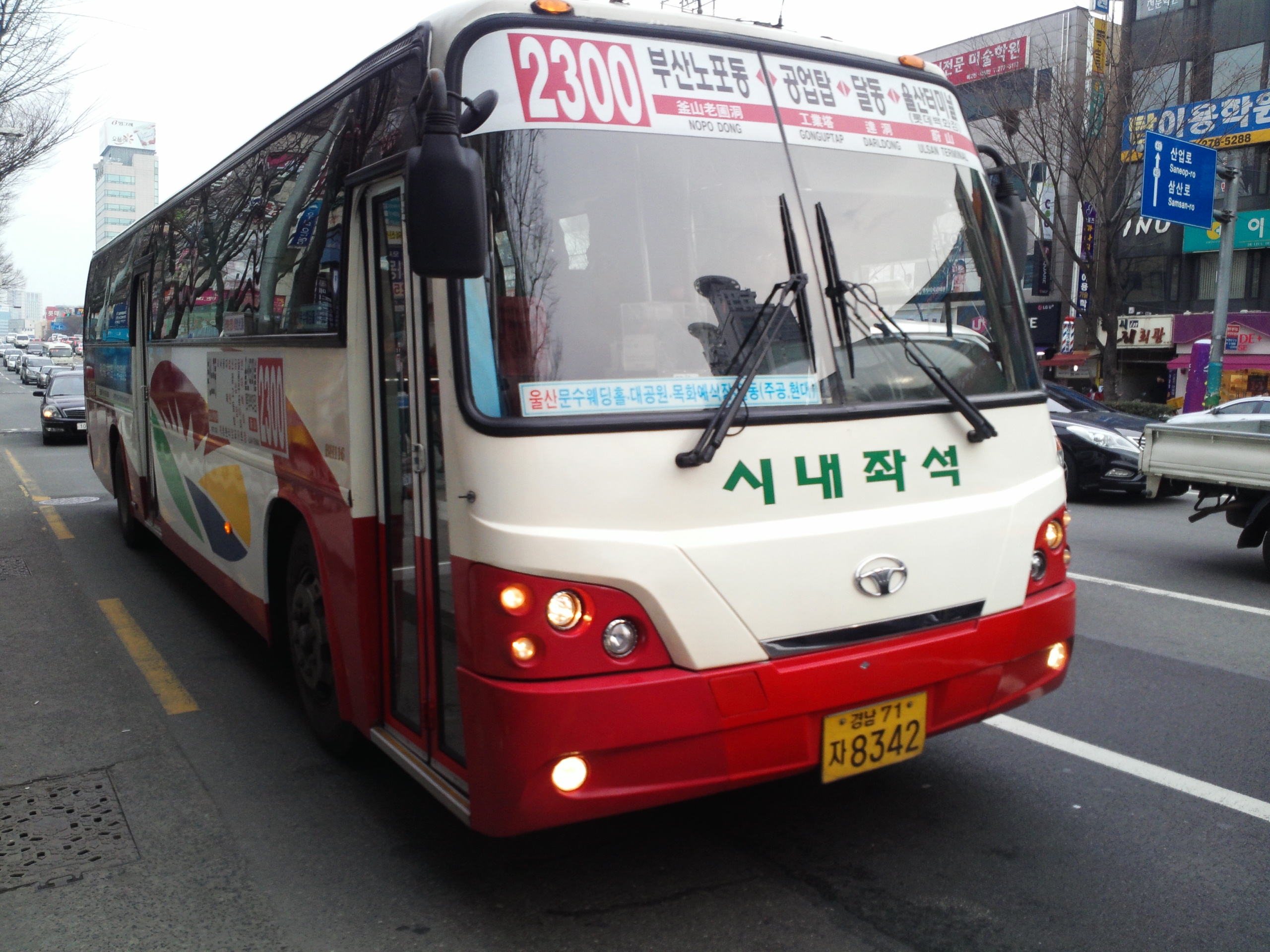
양산시내버스 2300번(위 차량은 현재 대차되었다.)

## 같이 보기
- 삼신교통
- 웅진교통
- 국제여객
- 세원 (버스 기업)